# Cadena de frío
Una cadena de frío es una cadena de suministro con temperatura controlada. Una cadena de frío ininterrumpida es una serie ininterrumpida de actividades de producción, almacenamiento y distribución de refrigerados, junto con el equipo y la logística asociados, que mantienen la calidad a través de un rango de baja temperatura deseado. Se utiliza para preservar y extender y asegurar la vida de almacenamiento de productos, tales como productos agrícolas frescos, mariscos, alimentos congelados, película fotográfica, productos químicos, productos biológicos y productos farmacéuticos. Dichos productos, durante el transporte y cuando se almacenan temporalmente, a veces se denominan carga fría.
A diferencia de otros bienes o mercancías, los bienes de la cadena de frío son perecederos y siempre están en ruta hacia el uso final o destino, incluso cuando se almacenan temporalmente en cámaras frigoríficas y, por lo tanto, se denominan comúnmente "carga" durante todo su ciclo logístico.

## Historia
La refrigeración móvil con hielo del comercio del hielo comenzó con los barcos frigoríficos y los camiones frigoríficos (neveras con ruedas) a mediados del siglo XIX. La refrigeración mecánica móvil fue inventada por Frederick McKinley Jones, quien cofundó Thermo King con el empresario Joseph A. "Joe" Numero. En 1938, Numero vendió su negocio de equipos de sonido para películas Cinema Supplies Inc. a RCA para formar la nueva entidad, U.S. Thermo Control Company (más tarde Thermo King Corporation), en sociedad con Jones, su ingeniero. Jones diseñó una unidad portátil de enfriamiento de aire para camiones que transportaban alimentos perecederos,  para la cual obtuvieron una patente el 12 de julio de 1940, luego de un desafío para inventar un camión refrigerado durante un juego de golf de 1937 con colegas de Numero: el presidente de Werner Transportation Co., Harry Werner, y el presidente de United States Air Conditioning Co., Al Fineberg,
Esta tecnología se ha utilizado con frecuencia desde la década de 1950, cuando se usaba con mayor frecuencia para preservar células o tejidos de origen animal. A medida que se han producido avances médicos, como en el tratamiento del cáncer, ha aumentado la demanda de sistemas de cadena de frío. La pandemia de COVID-19 y sus vacunas asociadas han provocado un aumento enorme de la necesidad.

## Usos

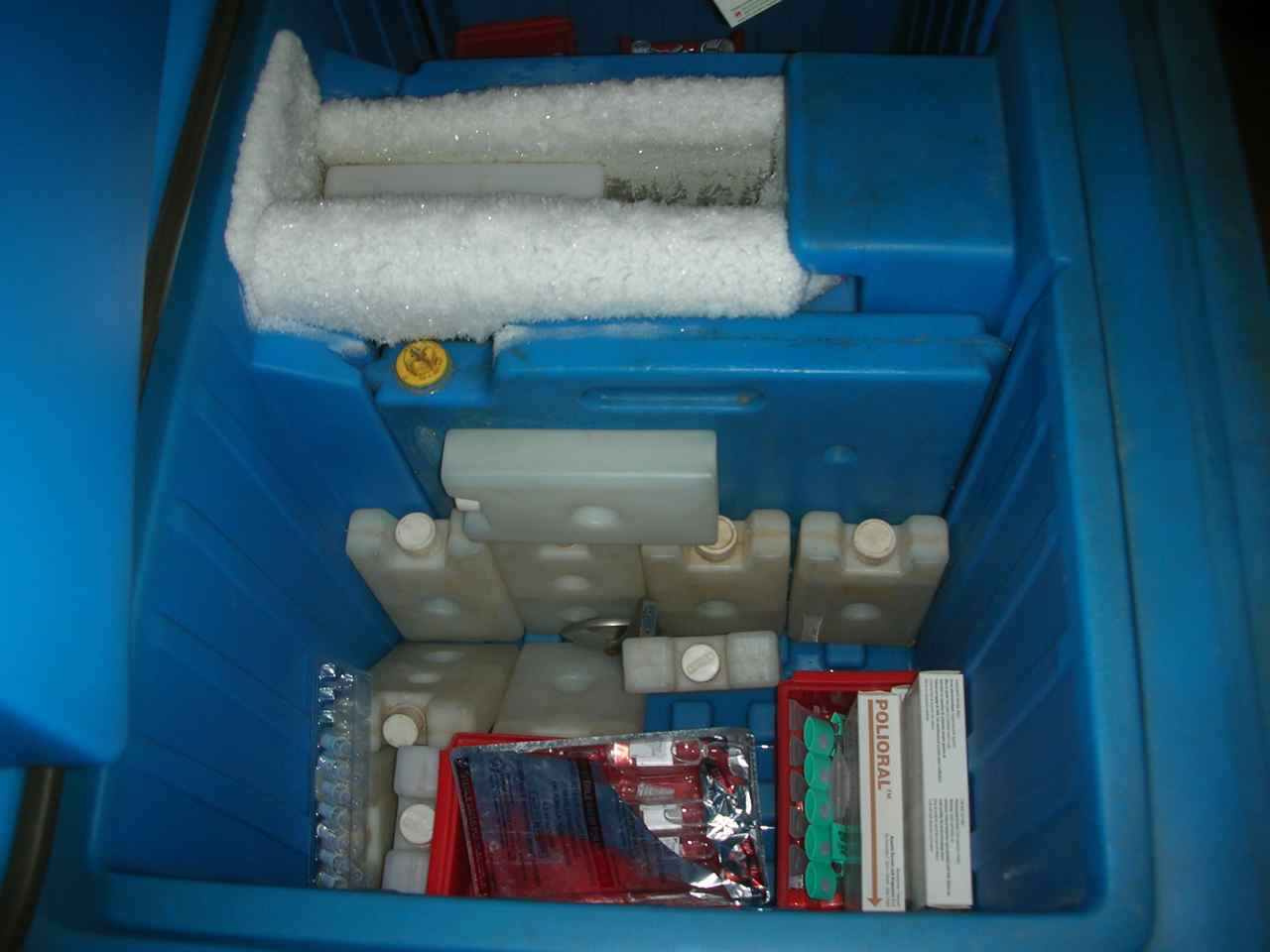
La cadena de frío se mantiene utilizando una caja de hielo mientras se transporta la vacuna contra la polio

Las cadenas de frío son habituales en las industrias alimentaria y farmacéutica y también en algunos envíos de productos químicos. Un rango de temperatura común para una cadena de frío en las industrias farmacéuticas es de 2 a 8 grados Celsius (35,6 a 46,4 °F), pero las tolerancias específicas de temperatura (y tiempo a temperatura) dependen del producto real que se envía.

### Productos
Exclusivo de las cargas de productos frescos, la cadena de frío requiere además mantener parámetros ambientales específicos del producto que incluyen niveles de calidad del aire (dióxido de carbono, oxígeno, humedad y otros).

### Vacunas
La cadena de frío debe ser utilizada en el suministro de vacunas, hasta clínicas distantes en climas cálidos, atendidas por redes de transporte poco desarrolladas. La interrupción de una cadena de frío debido a la guerra puede producir consecuencias similares a los brotes de viruela en Filipinas durante la guerra hispanoamericana, durante la cual las vacunas distribuidas quedaron inertes por falta de control de temperatura en el transporte.
Para las vacunas en particular, existen diferentes tipos de cadenas de frío. Existe una cadena de frío ultrabaja o ultracongelada para las vacunas que requieren -70 °C. Las vacunas contra el Ébola y la COVID-19 requieren este nivel, al igual que algunas vacunas para animales, como las de pollos. A continuación, la cadena congelada requiere -20 °C. Las vacunas contra la varicela y el herpes zóster requieren este nivel.

Luego, la cadena refrigerada, que requiere temperaturas entre dos y ocho (2-8) grados centígrados. La mayoría de las vacunas contra la gripe solo requieren refrigeración.
En 2020, durante la pandemia de COVID-19, las vacunas que se están desarrollando pueden necesitar temperaturas de almacenamiento y transporte ultrafrías tan bajas como −70 grados Celsius (−94 °F), requiriendo lo que se ha denominado una infraestructura de "cadena más fría". Esto crea algunos problemas de distribución de la vacuna Pfizer. Se estimaba que solo de 25 a 30 países en el mundo (a diciembre de 2020), tenían la infraestructura para la cadena de frío ultrafrío requerida.

## Validación

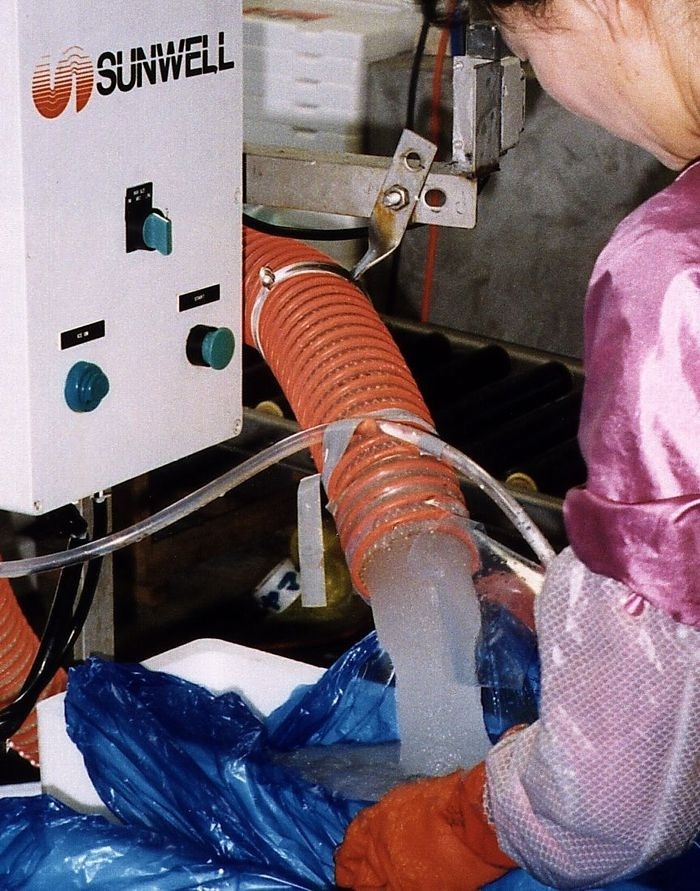
Hielo en suspensión utilizado para enviar productos alimenticios sensibles

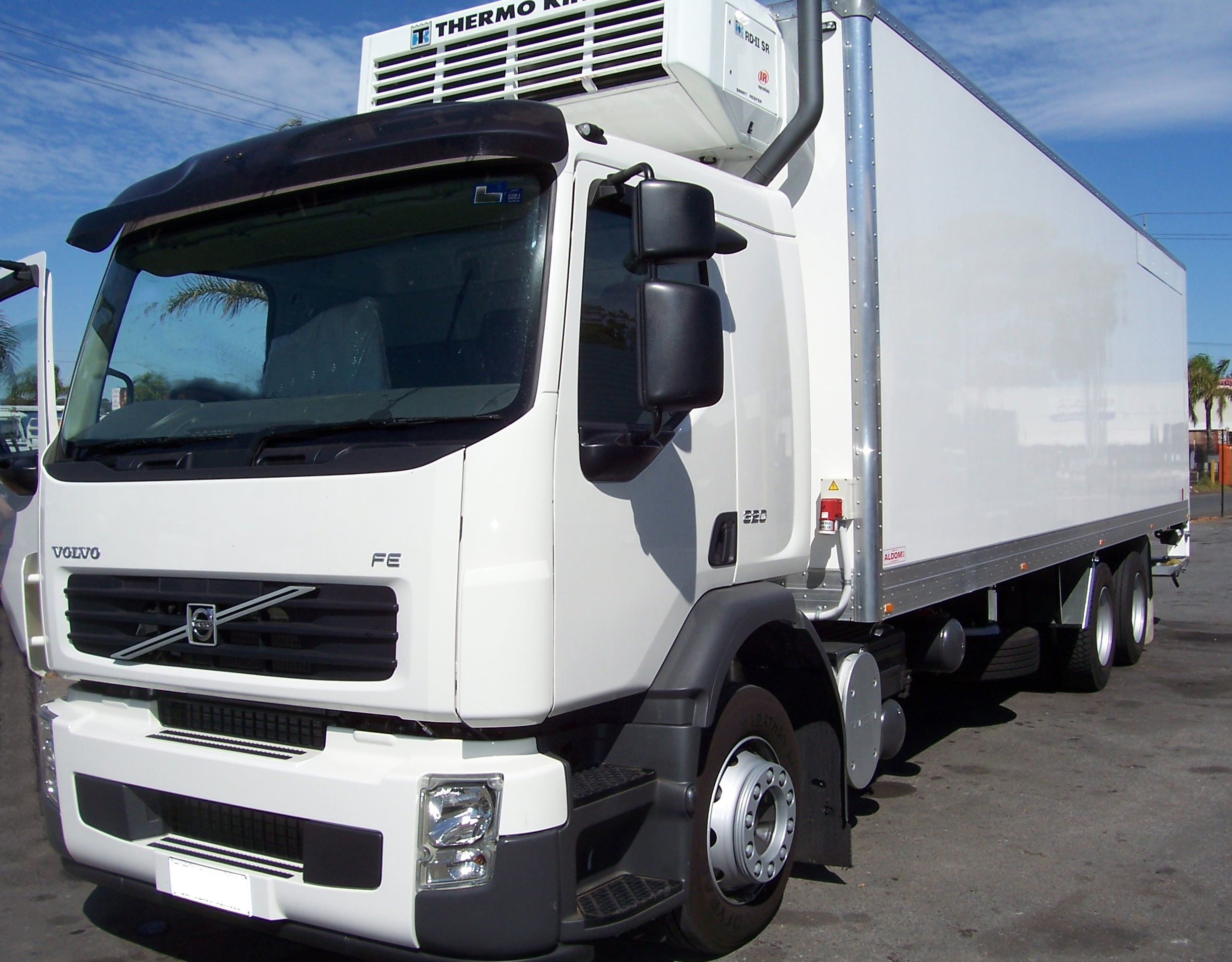
Camión con sistema de refrigeración

El proceso de distribución de la cadena de frío es una extensión del entorno de buenas prácticas de fabricación (BPF) que deben seguir todos los medicamentos y productos biológicos y que los diversos organismos reguladores de la salud hacen cumplir. Como tal, el proceso de distribución debe validarse para garantizar que no haya un impacto negativo en la seguridad, eficacia o calidad del fármaco. El entorno GMP requiere que todos los procesos que puedan afectar la seguridad, eficacia o calidad del fármaco deben ser validados, incluido el almacenamiento y la distribución del fármaco.
Una cadena de frío puede gestionarse mediante un sistema de gestión de la calidad. Los registradores de datos de temperatura y las etiquetas RFID ayudan a monitorear el historial de temperatura del camión, almacén, etc. y el historial de temperatura del producto que se envía. También pueden ayudar a determinar la vida útil restante. Además, es posible que los sensores de temperatura deban ser rastreables por el Instituto Nacional de Estándares y Tecnología (NIST) según el cuerpo que controle la cadena de frío.

## Otras lecturas
- Protecting Perishable Foods During Transport by Truck Archivado el 16 de mayo de 2014 en Wayback Machine., USDA Handbook 669, 1995
- Brian Lassen, "Is livestock production prepared for an electrically paralysed world?" J. Sci. Food Agric. 2013;93(1):2–4, Explains the vulnerability of the cold chain from electricity dependence.
- Manual on the Management, Maintenance and Use of Blood Cold Chain Equipment, World Health Organization, 2005, ISBN 92-4-154673-5
- Pawanexh Kohli, "Fruits and Vegetables Post-Harvest Care: The Basics", Explains why the cold chain is required for fruits and vegetables.
- Clive, D., Cold and Chilled Storage Technology, 1997, ISBN 0-7514-0391-1
- EN 12830:1999 Temperature recorders for the transport, storage and distribution of chilled, frozen and deep-frozen/quick-frozen food and ice cream
- Ray Cowland, Developing ISTA Cold Chain Environmental Standards, 2007.

- Datos: Q592197
- Multimedia: Cold chain / Q592197